# Аленкер (Бразилия)

Аленкер на карте штата.

Аленкер (порт. Alenquer) — муниципалитет в Бразилии, входит в штат Пара. Составная часть мезорегиона Байшу-Амазонас. Входит в экономико-статистический микрорегион Сантарен. Население составляет  52 626 человек на 2010 год. Занимает площадь 23 645,450 км². Плотность населения — 2,23 чел./км².
Праздник города — 1 июня.

## История
Город основан 10 июня 1881 года.

## Демография
Согласно сведениям, собранным в ходе переписи 2010 г. Национальным институтом географии и статистики (IBGE), население муниципалитета составляет:
| Полное население                               | Полное население                               | Полное население                               | Полное население                               | 52 626 |
| ---------------------------------------------- | ---------------------------------------------- | ---------------------------------------------- | ---------------------------------------------- | ------ |
| в том числе:                                   | Городское население                            | 27 722                                         | Процент городского населения, %                | 52,68  |
|                                                | Сельское население                             | 24 904                                         | Процент сельского населения, %                 | 47,32  |
|                                                | Мужское население                              | 27 030                                         | Процент мужского населения, %                  | 51,36  |
|                                                | Женское население                              | 25 596                                         | Процент женского населения, %                  | 48,64  |
| Плотность населения, чел/км²                   | Плотность населения, чел/км²                   | Плотность населения, чел/км²                   | Плотность населения, чел/км²                   | 2,23   |
| Население муниципалитета в % к населению штата | Население муниципалитета в % к населению штата | Население муниципалитета в % к населению штата | Население муниципалитета в % к населению штата | 0,69   |

По данным оценки 2015 года население муниципалитета составляет 54 662 жителя.

## Статистика
- Валовой внутренний продукт на 2003 год составляет 113 910 045,00 реалов (данные: Бразильский институт географии и статистики).
- Валовой внутренний продукт на душу населения на 2003 год составляет 2801,94 реалов (данные: Бразильский институт географии и статистики).
- Индекс развития человеческого потенциала на 2000 год составляет 0,673 (данные: Программа развития ООН).

## Важнейшие населенные пункты
| № | Населённый пункт | Населённый пункт (порт.) | Категория | Население чел. (2010) | На карте                       |
| - | ---------------- | ------------------------ | --------- | --------------------- | ------------------------------ |
| 1 | Аленкер          | Alenquer                 | город     | 13 506                | 1°56′44″ ю. ш. 54°44′11″ з. д. |
| 2 | Паковал          | Pacoval                  | поселок   | 894                   | 1°44′24″ ю. ш. 54°58′47″ з. д. |
| 3 | Камбуран         | Camburão                 | поселок   | 523                   | 1°39′52″ ю. ш. 54°40′45″ з. д. |
| 4 | Мамия            | Mamiá                    | поселок   | 392                   | 1°32′57″ ю. ш. 55°09′13″ з. д. |
| 5 | Куйупеуа         | Cuiupeua                 | поселок   | 103                   | 1°50′51″ ю. ш. 54°54′19″ з. д. |